# Cis krótkolistny
Cis krótkolistny (Taxus brevifolia Nutt.) – gatunek drzewa iglastego należący do rodziny cisowatych. Występuje w Ameryce Północnej, na zachodzie Kanady i Stanów Zjednoczonych, w pasie od Alaski po Kalifornię.

## Morfologia
PokrójStożkowy, szeroki. Dorasta do 25 m wysokości. Drzewo najczęściej niewielkie lub średnie. Konary giętkie i dość cienkie, zwykle poziomo odstające.
PieńSmukły, często o obwodzie nie większym niż 0,5 m. Kora czerwonobrązowa, papierzasta, łuszcząca się, podobna do tej u cisa pospolitego.
LiścieIgły z wierzchu ciemnozielone, pod spodem jaśniejsze z dwoma białawymi paskami szparek, u nasady nieco żółtawe. Osadzone są naprzemianlegle na cieńszych pędach, skrętolegle na starszych. Osiągają zwykle do 1,6 cm, rzadziej do 2,5 cm długości. Zwężają się na obu końcach, są skórzaste, dość grube i często nieco sierpowato wygięte.
KwiatyRoślina dwupienna. Kwiaty męskie zebrane w kulistawe strobile, liczące po 6–14 mikrosporangiów. Kwiaty żeńskie pojedyncze.
NasionaJajowate, kanciaste, do 6,5 mm długości. Dojrzewają późnym latem. Rozwijają się wewnątrz czerwonej, mięsistej osnówki, z czasem ciemniejącej.

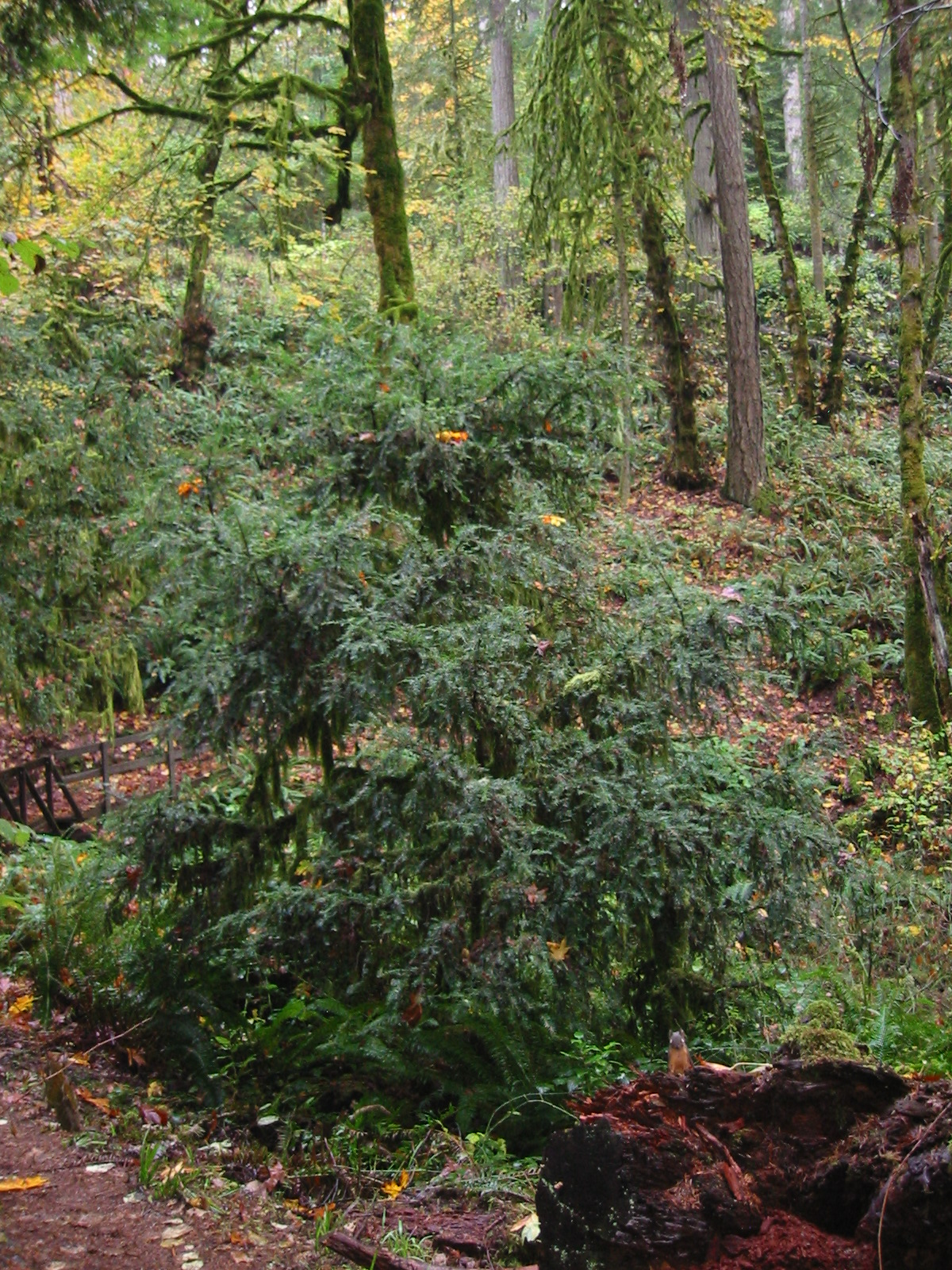
Pokrój
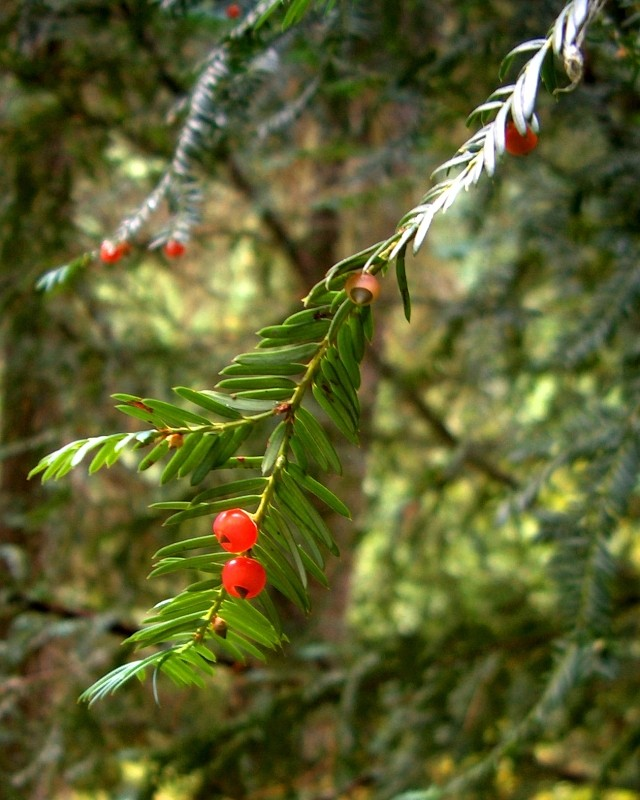
Osnówki z nasionami
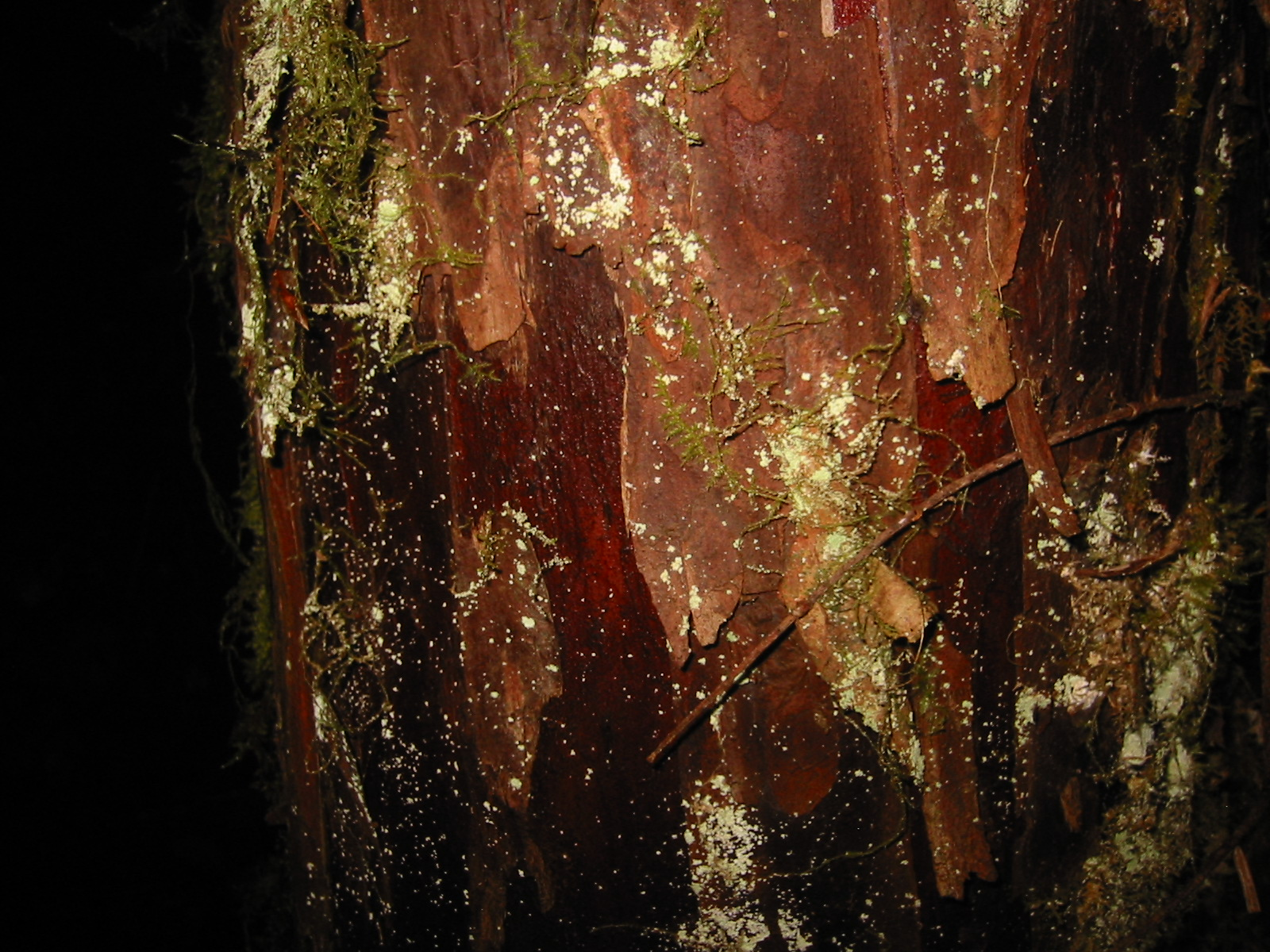
Kora

## Biologia i ekologia
Cis krótkolistny występuje w lasach zachodniego wybrzeża Ameryki Północnej. Często rośnie w cieniu większych drzew, na brzegach rzek i strumieni.

## Zastosowanie
Drewno jest twarde i wytrzymałe, a jednocześnie łatwe w obróbce. Często służy więc przy wykonywaniu drobnych elementów zdobniczych.
W 1962 r. amerykański botanik Arthur Barclay zebrał próbki kory cisa krótkolistnego do testów antyrakowych. Okazało się, że kora tego gatunku zawiera taksol, przydatny w leczeniu niektórych rodzajów chorób nowotworowych. Do wyprodukowania 1 g czystego materiału potrzeba jednak aż 200 kg kory, zaś ze stuletniego drzewa można otrzymać zaledwie ok. 3 kg kory. Gatunek jest więc coraz częściej eksploatowany lub pada ofiarą rabunkowego wyrębu, co jest dla niego istotnym zagrożeniem.